# 38 Virginis
38 Virginis är en gulvit stjärna i huvudserien i Jungfruns stjärnbild.
Stjärnan har visuell magnitud +6,11 och är svagt synlig för blotta ögat vid god seeing. Den befinner sig på ett avstånd av ungefär 105 ljusår.

## Exoplanet
En exoplanet vid stjärnan upptäcktes 2016. Planeten har en massa på ungefär 4,5 jupitermassor och en omloppstid som uppskattas till 825 dygn. Den har fått beteckningen 38 Virginis b.
| Planet | Massa       | Halv storaxel (AE) | Siderisk omloppstid (d) | Excentricitet | Inklination | Radie |
| ------ | ----------- | ------------------ | ----------------------- | ------------- | ----------- | ----- |
| b      | 4,51±0,5 MJ | 1,82±0,07          | 825,9±6,2               | 0,03±0,04     | –           | –     |